# Patrycja Bednarek
Patrycja Bednarek – polska bokserka, wicemistrzyni Unii Europejskiej (2011) w kategorii do 48 kg, mistrzyni Polski juniorów (2009) oraz seniorów (2011).

## Kariera amatorska
W grudniu 2008 reprezentowała Polskę na młodzieżowych mistrzostwach Europy w bułgarskim mieście Jamboł. W ćwierćfinale pokonała reprezentantkę Turcji Tuğçe Karaşahinoğlu, a w półfinale przegrała z Rosjanką Jewgieniją Okunewą, zajmując w turnieju trzecie miejsce. 
Patrycja Bednarek zdobyła mistrzostwo Polski w kategorii muszej w roku 2011, pokonując w finale Ewę Bulandę. Dwa lata później zdobyła wicemistrzostwo w tej samej kategorii wagowej, przegrywając w finale z Sandrą Brodacką.
W 2011 roku odniosła sukces na arenie europejskiej, zostając wicemistrzynią Unii Europejskiej w kategorii do 48 kg. W finale przegrała z reprezentantką Turcji Meltem Akar.